# Pachydomella
Pachydomella is een geslacht van uitgestorven kreeftachtigen uit de klasse van de Ostracoda (mosselkreeftjes).

## Soorten
- Pachydomella anastasijae Abushik, 1977 †
- Pachydomella antecedens (Kegel, 1932) Kroemmelbein, 1955 †
- Pachydomella clarkei Copeland, 1962 †
- Pachydomella cognata Kroemmelbein, 1955 †
- Pachydomella dividia Lundin, 1965 †
- Pachydomella dorsoclefta Swain, 1953 †
- Pachydomella dorsoimplicata Lethiers, 1981 †
- Pachydomella francogallica Groos-Uffenorde in Feist & Groos-Uffenorde, 1979 †
- Pachydomella magna Rozhdestvenskaya, 1959 †
- Pachydomella multitubulis (Swartz & Swain, 1941) Swain, 1953 †
- Pachydomella murrayi Copeland, 1974 †
- Pachydomella paucitubulis (Swartz & Swain, 1941) Swain, 1953 †
- Pachydomella pusilla Kroemmelbein, 1958 †
- Pachydomella reticulata Adamczak, 1976 †
- Pachydomella sohni Lundin, 1968 †
- Pachydomella thlipsuroidea Swain, 1953 †
- Pachydomella tumida Ulrich, 1891 †
- Pachydomella vortex Becker, 1981 †
- Pachydomella windomensis (Swartz & Oriel, 1948) Swain, 1953 †
- Pachydomella wolfei Copeland, 1974 †
- Pachydomella wrightii (Jones, 1890) Bassler & Kellett, 1934 †